# Nika Tomšič
Nika Tomšič, slovenska alpska smučarka, * 1. marec 2000. 
Tomšič je članica kluba SK Pohorje. Nastopila je na svetovnih mladinskih prvenstvih v letih 2020 in 2021, najboljšo uvrstitev je dosegla leta 2021 s 24. mestom v veleslalomu. V svetovnem pokalu je debitirala 15. februarja 2020, ko je na veleslalomu za Zlato lisico v Kranjski gori odstopila.. Prvič je nastopila na svetovnih prvenstvih leta 2023 na ekipni tekmi.